# Avenida de los Campos Elíseos

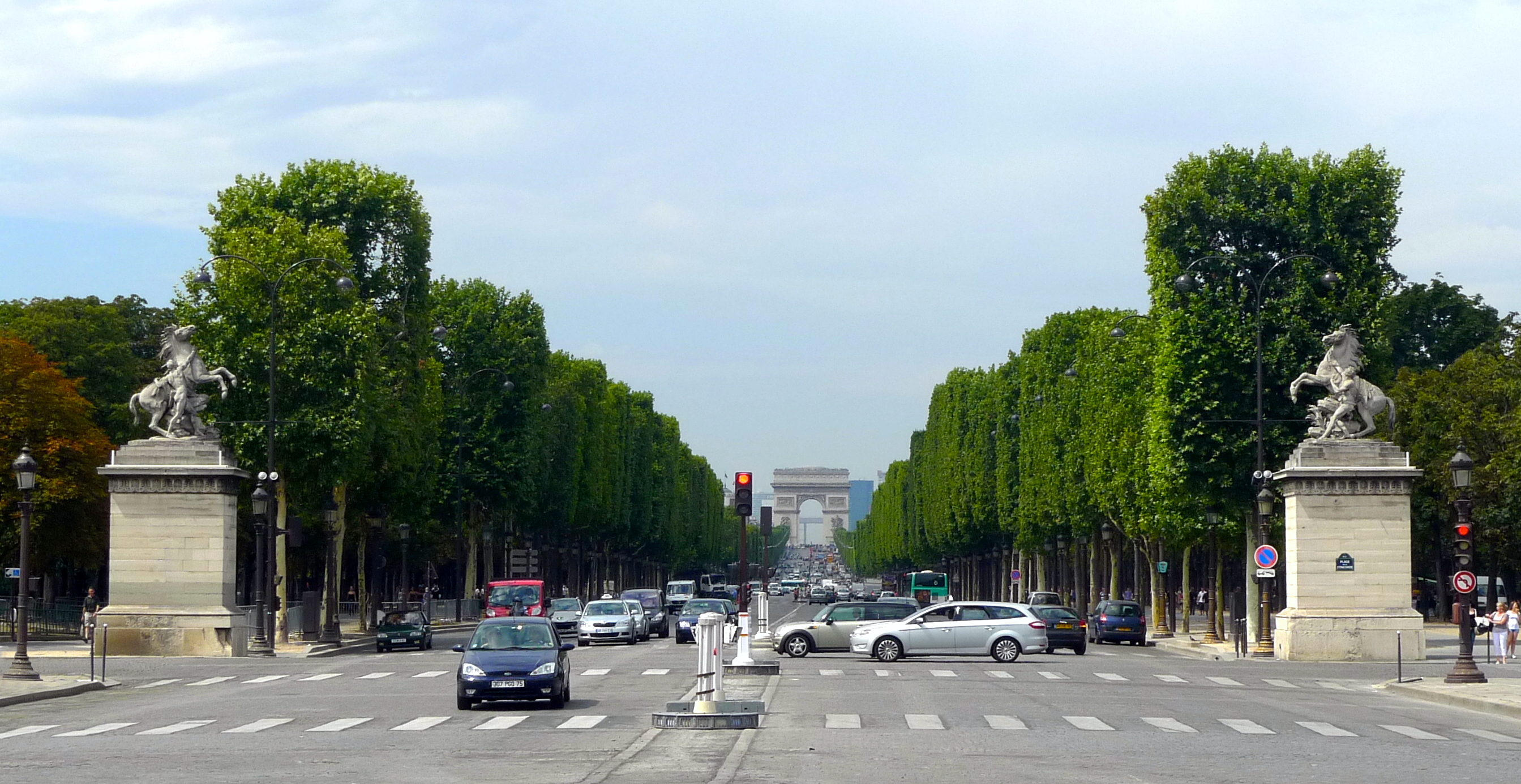
Vista desde la plaza de la Concordia.

Los Campos Elíseos (en francés: Les Champs-Élysées, pronunciado /ʃɑ̃zelize/) es la principal avenida de París. Mide 1910 m de longitud por 70 m de ancho, y va desde la plaza de la Concordia hasta la plaza Charles de Gaulle donde se encuentra el Arco de Triunfo. 
Es una avenida extremadamente conocida en París, principalmente por sus teatros, cafés y tiendas de artículos de lujo, por el desfile militar anual en la Fiesta Nacional de Francia y, desde 1975, es donde se halla la meta final del Tour de Francia.

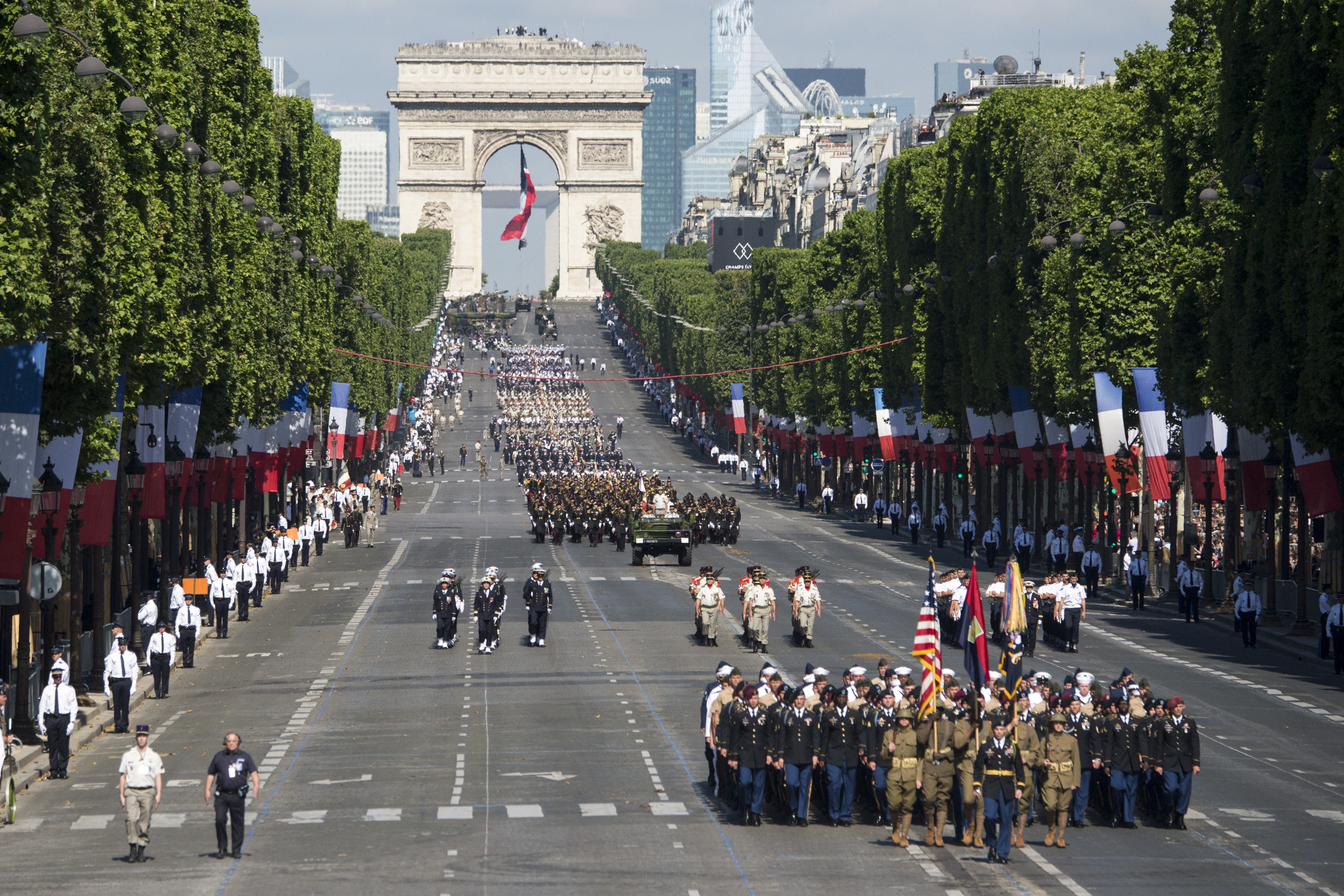
El desfile militar anual del día nacional de Francia en los Campos Elíseos.

En Francia es tradicionalmente conocida como "la avenida más hermosa del mundo".
El nombre Campos Elíseos viene de la mitología griega, donde se designaba la morada de los héroes muertos reservada a las almas virtuosas, el equivalente del paraíso cristiano. Para acceder a él debían beber en el río Lete, que les haría olvidar su paso por el infierno.

## Historia

### Cronología
- 1640: se planta una hilera de árboles en continuidad del Louvre y el Palacio de las Tullerías por André Le Nôtre.
- 1724: se termina su trazado actual.
- 1824: se construyen las aceras.
- 1994: se inaugura la remodelación más ambiciosa desarrollada hasta el momento. El 14 de julio, soldados alemanes participaron en el tradicional desfile que se celebra cada año en esta avenida, marcando un hito en las relaciones franco-alemanas.

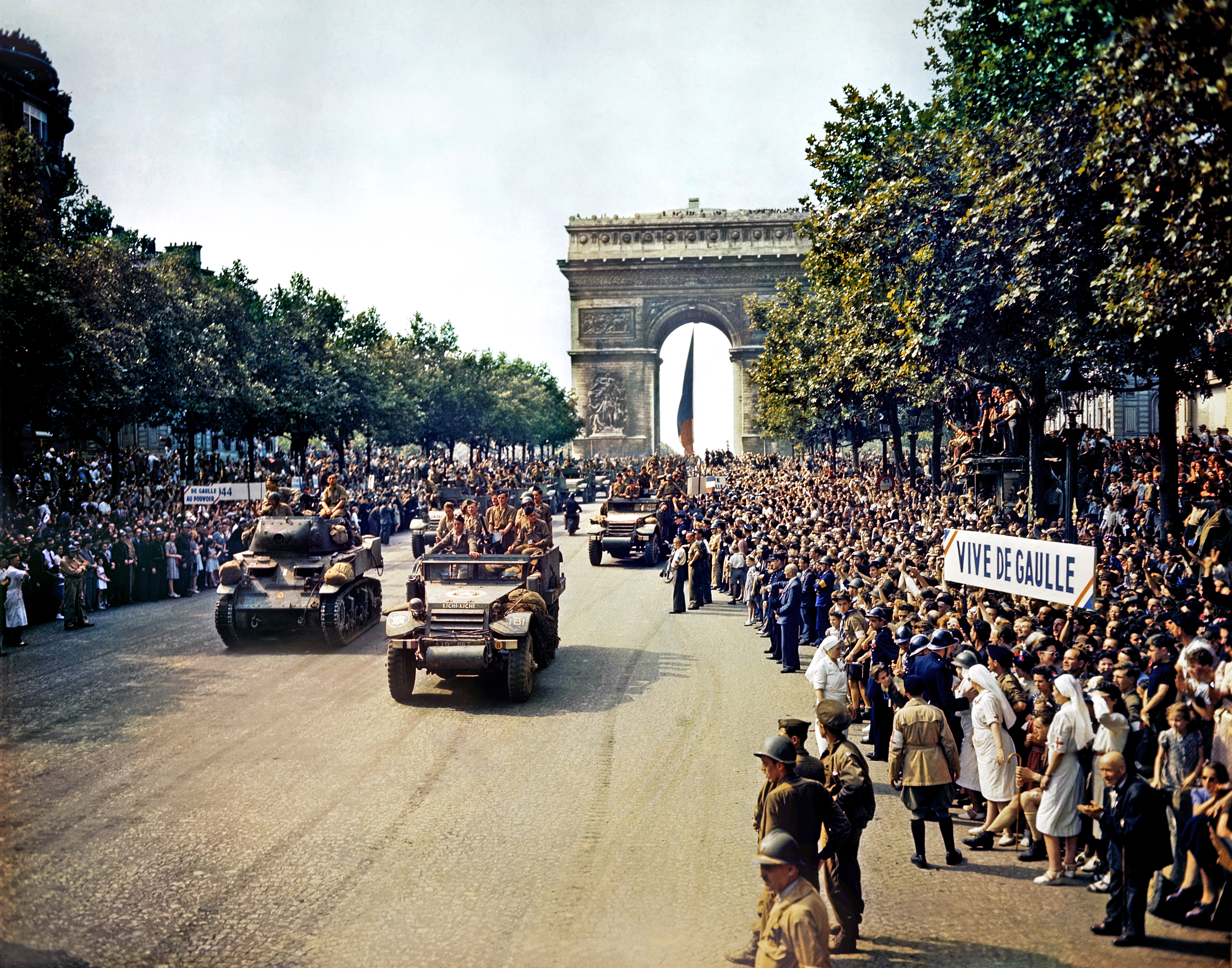
Una multitud en los Campos Elíseos contemplando el desfile de tanques y carros de combate franceses y estadounidenses después de la liberación de París el 26 de agosto de 1944.

## Características
En la parte alta de la avenida, que empieza en la plaza Charles de Gaulle (antes plaza de la Estrella o place de l'Étoile), se encuentran cines, tiendas de lujo y grandes almacenes, en particular uno dedicado a la música.
La parte baja de la avenida, que desemboca en la plaza de la Concordia (donde se celebraban las ejecuciones), está rodeada de jardines y cuenta con varios edificios públicos majestuosos: el palacio del Descubrimiento (Palais de la Découverte»), el Pequeño Palacio y el Gran Palacio, así como la Universidad París IV.
Los Campos Elíseos son parte del eje histórico de París, que se prolonga por el jardín de las Tullerías hasta llegar al Museo del Louvre.
Por el lado opuesto del Arco del Triunfo, la avenida del Gran Ejército (Grande Armée) y la avenida Charles de Gaulle prolongan los Campos Elíseos. En los años noventa se construyó en este mismo eje el Gran Arco, en el barrio moderno de La Défense, uno de los centros de finanzas más importantes de la Unión Europea junto con Fráncfort del Meno.
Las grandes avenidas anchas y rectas son una característica de la sociedad barroca, y la Avenida de los campos Elíseos es un claro ejemplo de ello. La calle recta no solo cambió la forma de recorrer las ciudades, sino la de verlas y sentirlas. Se alargó la distancia hacia el horizonte, generando perspectivas más amplias; normalmente al final de la vista se colocaba un monumento como remate (en este caso el Arco del Triunfo).

## Ciclismo
Desde 1975, la línea de meta de la última etapa del Tour de Francia está situada en la avenida de los Campos Elíseos, al igual que la carrera femenina La Course by Le Tour de France en los años 2014 a 2016. Además, la entrega de premios final se celebra al lado del Arco del Triunfo y por ello se ha convertido en un paseo mítico para el mundo del ciclismo.
Desde 2020, el Ayuntamiento de París ha creado carriles exclusivos para las bicicletas en la avenida con más de 1,5 km de ciclovías.
Dado que París albergó los Juegos Olímpicos y Paralímpicos de Verano de 2024, el Tour de Francia de 2024 finalizará en Niza en lugar de París, lo que la convierte en la primera vez desde 1974 que la carrera no terminará en los Campos Elíseos.  En 2025, la carrera regresó a los Campos Elíseos por quincuagésima vez, pero con un recorrido inusual que incluía tres ascensiones a Montmartre. Las ascensiones en esta ruta, destinadas a celebrar el 50.º aniversario del uso de los Campos Elíseos en el Tour y a aprovechar la popularidad del uso de Montmartre en la carrera ciclista de los Juegos Olímpicos de 2024, hicieron que la etapa fuera menos adecuada para los velocistas, lo que provocó algunas críticas por parte de los ciclistas; la etapa fue ganada por Wout van Aert, procedente de la escapada.